# 장순재
장순재(1974년 6월 28일 ~)는 한화 이글스의 전 야구 선수다.

## 출신 학교
- 경남고등학교
- 동아대학교

## 같이 보기
- 1997년 한화 이글스 시즌